# Hegedűs András (újságíró)
Hegedűs András (születési nevén Hegedűs István András; Budapest, 1972. június 8. –) újságíró, helytörténeti kutató. Publikációiban szinte kivétel nélkül csak a második keresztnevét használja.

## Élete
Hegedűs István Széchenyi-díjas hídépítő mérnök és Fazekas Anna vízépítő mérnök fiaként, Fazekas Ferenc matematikus unokájaként született. Apai ágon Móra Ferenccel, anyai ágon Bessenyei Györggyel tart rokonságot; Rokonsági körébe tartozik Fazekas Árpád gyermekgyógyász főorvos, nyírségi helytörténeti kutató, Horváth Pál gépészmérnök, az Egyesült Izzó korábbi vezérigazgató-helyettese és Barótfi István, a Szent István Egyetem egyetemi tanára is.
1977 óta Solymáron él. 1990-ben érettségizett a budapesti Eötvös József Gimnáziumban, majd 1995-ben szerezte meg első diplomáját a Kertészeti és Élelmiszeripari Egyetem Kertészeti Karán kertészmérnökként. 2002–2006 között elvégezte a Pázmány Péter Katolikus Egyetem Bölcsészet- és Társadalomtudományi Karának kommunikáció szakát is.
2001–2010 közt szabadúszó újságíróként tevékenykedett, saját cikkei és fordításai jelentek meg többek között a Kapu, Magyar Demokrata, Terézváros és a Védelmi Ipar c. lapokban. 2003 óta bűnügyi újságíró-szerkesztőként is tevékenykedik a HavariaPress Hírügynökség keretein belül. Lakóhelyén 2001–2003 között részt vett a Sólyomszem című kétheti periodika, majd 2005–2006 között a Szólj Már című havilap szerkesztésében; 2007–2011 közt a Fixpont című solymári havilap főszerkesztője volt, majd 2011–2014 közt a Solymári Magazin főszerkesztője lett. 2010-2019 közt kiadó-főszerkesztője volt a Pilisszentivánon megjelenő Szentiváni Újságnak, 2016-ban pedig felkérést kapott a Tök községben negyedévente megjelenő Töki Hírek szerkesztésére is, ezt a feladatot ugyancsak 2019 őszéig (az önkormányzati választást követő időszakig) látta el.
Ezt követően két évig a PEMŰ Műanyagipari Zrt. alkalmazásában dolgozott, 2022 tavasza óta pedig a Magyar Nemzeti Levéltár Országos Levéltára Gazdasági Levéltári Osztályának munkatársaként tevékenykedik, a levéltár Lángliliom utcai kutatóhelyén. E minőségében tagja lett annak a levéltári kutatócsoportnak, amely az M5 televízió 2023 novemberében indult, Családfamesék című kulturális műsorsorozat háttéranyagait hivatott biztosítani.
Legkedveltebb szakterülete a helytörténet, önálló helytörténeti kutatásokat is végez a Pilisi-medence településein.
Fotósként 2007 óta több kiállításon szerepelt a fényképeivel, elsősorban Solymáron; a sajtófotóiból rendezett első önálló kiállítása 2015 novemberében nyílt meg Pilisszentivánon, a Generációk Házában.
2010-ben képviselőjelöltként indult a lakóhelyén tartott önkormányzati választáson, a Solymári Környezetvédők Egyesülete színeiben, de nem jutott mandátumhoz.

## Művei
- Frigyesy András–Mirk Mária (szerk.): Würzeln und Flügel – Gyökerek és szárnyak. Német Nemzetiségi Önkormányzat Pilisszentiván, 2009. június (fotósként)
- Solymári Arcképcsarnok – 1266-2000. Solymár, 2011. december, magánkiadás (szerzőként, Milbich Tamással együtt)
- Egyszer volt, régen volt.... Pilisszentiván, 2012. december, a Pilisszentiváni Helytörténeti Közhasznú Egyesület kiadása (szerkesztőként, Feketéné Ziegler Ágotával és Fogarasy Attilával együtt, illetve egy fejezet szerzőjeként)
- Ezüstlakodalom. A települési testvérkapcsolat 25 éve – Silberhochzeit. 25 Jahre Gemeindenpartnerschaft. Pilisszentiván, 2013. augusztus, Pilisszentiván Község Önkormányzatának kiadása (szerkesztőként, valamint szerzőként, Marlok Gyulával együtt)
- Séta Pilisszentivánon – Spaziergang in Sanktiwan. Pilisszentiván, 2013. december, a Pilisszentiváni Helytörténeti Közhasznú Egyesület kiadása (szerzőként, valamint szerkesztőként, Feketéné Ziegler Ágotával együtt)
- Pilisszentiván, térkép, 2014. március, a Pilisszentiváni Kulturális Közalapítvány kiadása (szerkesztőként, Feketéné Ziegler Ágotával és Milbich Tamással együtt)
- Meghaltunk a Hazáért – Az első világháború hősi halottai Solymáron. Solymár, 2014. szeptember, a Szépsolymár Alapítvány kiadása (szerzőként)
- Unokáinknak szeretettel – Komp Károlyné Metzger Mária visszaemlékezései. Pilisszentiván, 2014. december, a Pilisszentiváni Helytörténeti Közhasznú Egyesület kiadása (szerkesztőként, Feketéné Ziegler Ágotával együtt)
- Milbich Tamás: Motz és Samu. Helyismereti matricás gyűjtőalbum. Solymár, 2016. (lektorként és fotósként)
- A Dunától a Slötyiig... Pénzes Gábor visszaemlékezései. Pilisszentiván, 2017. (szerkesztőként, Ziegler Ágotával és Fogarasy Attilával együtt)
- Milbich Tamás: A hely szelleme. A hely szelleme Solymáron. Solymár, 2018., ISBN 978-615-00-2153-9 (lektorként)
- Komp Károlyné Metzger Mária: Amiről a fakanál mesél.... Pilisszentiván, 2018., a Pilisszentiváni Helytörténeti Egyesület kiadása, ISBN 978-615-00-3019-7 (szerkesztőként, Feketéné Ziegler Ágotával és Fogarasy Attilával együtt)
- Milbich Tamás: Solymár a bronzkorban. Solymár, 2021., ( Archiválva 2021. december 21-i dátummal a Wayback Machine-ben, lektorként)